# اللغة المنكية
لغة منكية أو لغة مانكس (الاسم الأصلي لها Gaelg أو Gailck) المعروف أيضا باسم مانكس الغيلية، أوبلغة المانكس، هي لغة غالية من عائلة اللغات الهندو أوروبية ، تاريخيًا كان يتحدث بها من قبل أقلية تعرف بالمانكس.
اليوم فقط نسبة صغيرة من سكان جزيرة مان يتحدثون بهذه اللغة بطلاقة، ولكن نسبة أكبر لديها بعض المعرفة بهذه اللغة.
وتعتبر جزءا هاما من ثقافة الجزيرة وتراثها.
إنقرضت لغة مانكس سنة 1974 عندما توفي نيد مادريل وهو آخر من كان يتحدث بها كلغته الأم .
ولكن في السنوات الأخيرة بدأت محاولات لإعادة إحيائها من جديد، وكانت نتيجة لهذه الجهود اليوم توجد أقلية صغيرة في جزيرة مان يتحدثون بهذه اللغة بطلاقة.